# Lyrodus takanoshimensis
Lyrodus takanoshimensis is een tweekleppigensoort uit de familie van de Teredinidae. De wetenschappelijke naam van de soort werd in 1929 voor het eerst geldig gepubliceerd door Roch.

## Verspreiding
Lyrodus takanoshimensis behoort tot de familie Teredinidae, dit zijn sterk gemodificeerde weekdieren die zijn aangepast om in hout te boren. Deze soort werd voor het eerst beschreven vanuit Japan en kan inheems zijn in de Indo-Pacific; het is echter wijd verspreid in tropische en subtropische gebieden, dus het bepalen van het oorspronkelijke verspreidingsgebied is moeilijk. Geïntroduceerde exemplaren werden in 1982 geïdentificeerd op Vancouvereiland en Brits-Columbia in Canada. Het is niet bekend of deze soort hier nog steeds voorkomt omdat er geen andere geïntroduceerde locaties zijn gemeld. Deze soort komt voor in vaste houten constructies, panelen en drijfhout.